# Talmakante
Talmakante  (in arabo تالمكانت‎?) è un centro abitato e comune rurale del Marocco situato nella provincia di Taroudant, regione di Souss-Massa. Conta una popolazione di 4 004 abitanti (censimento 2014).